# 2,6-Diokso-6-fenilheksa-3-enolatna hidrolaza
2,6-Diokso-6-fenilheksa-3-enolatna hidrolaza (EC 3.7.1.8, HOHPDA hidrolaza) je enzim sa sistematskim imenom 2,6-diokso-6-fenilheksa-3-enoat benzoilhidrolaza. Ovaj enzim katalizuje sledeću hemijsku reakciju
2,6-diokso-6-fenilheksa-3-enoat + H2O {\displaystyle \rightleftharpoons } benzoat + 2-oksopent-4-enoat
Ovaj enzim odvaja produkte sa bifenola, 3-izopropilkatehola i 3-metilkatehola formirane enzimom EC 1.13.11.39, bifenil-2,3-diol 1,2-dioksigenazom.

## Literatura
- Nicholas C. Price; Lewis Stevens (1999). Fundamentals of Enzymology: The Cell and Molecular Biology of Catalytic Proteins (Third изд.). USA: Oxford University Press. ISBN 019850229X.
- Eric J. Toone (2006). Advances in Enzymology and Related Areas of Molecular Biology, Protein Evolution (Volume 75 изд.). Wiley-Interscience. ISBN 0471205036.
- Branden C; Tooze J. Introduction to Protein Structure. New York, NY: Garland Publishing. ISBN 0-8153-2305-0.
- Irwin H. Segel. Enzyme Kinetics: Behavior and Analysis of Rapid Equilibrium and Steady-State Enzyme Systems (Book 44 изд.). Wiley Classics Library. ISBN 0471303097.

## Spoljašnje veze
- 2,6-dioxo-6-phenylhexa-3-enoate+hydrolase на 